# Toyota Cresta

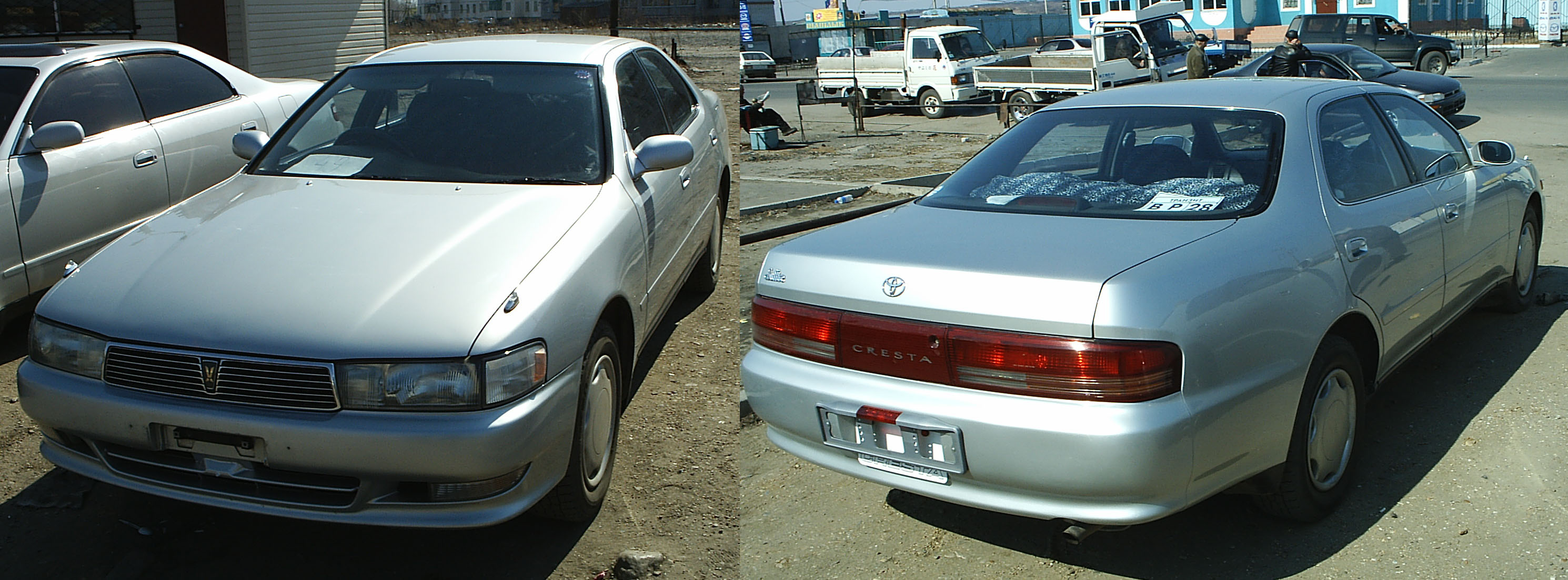
Toyota Cresta (1995)

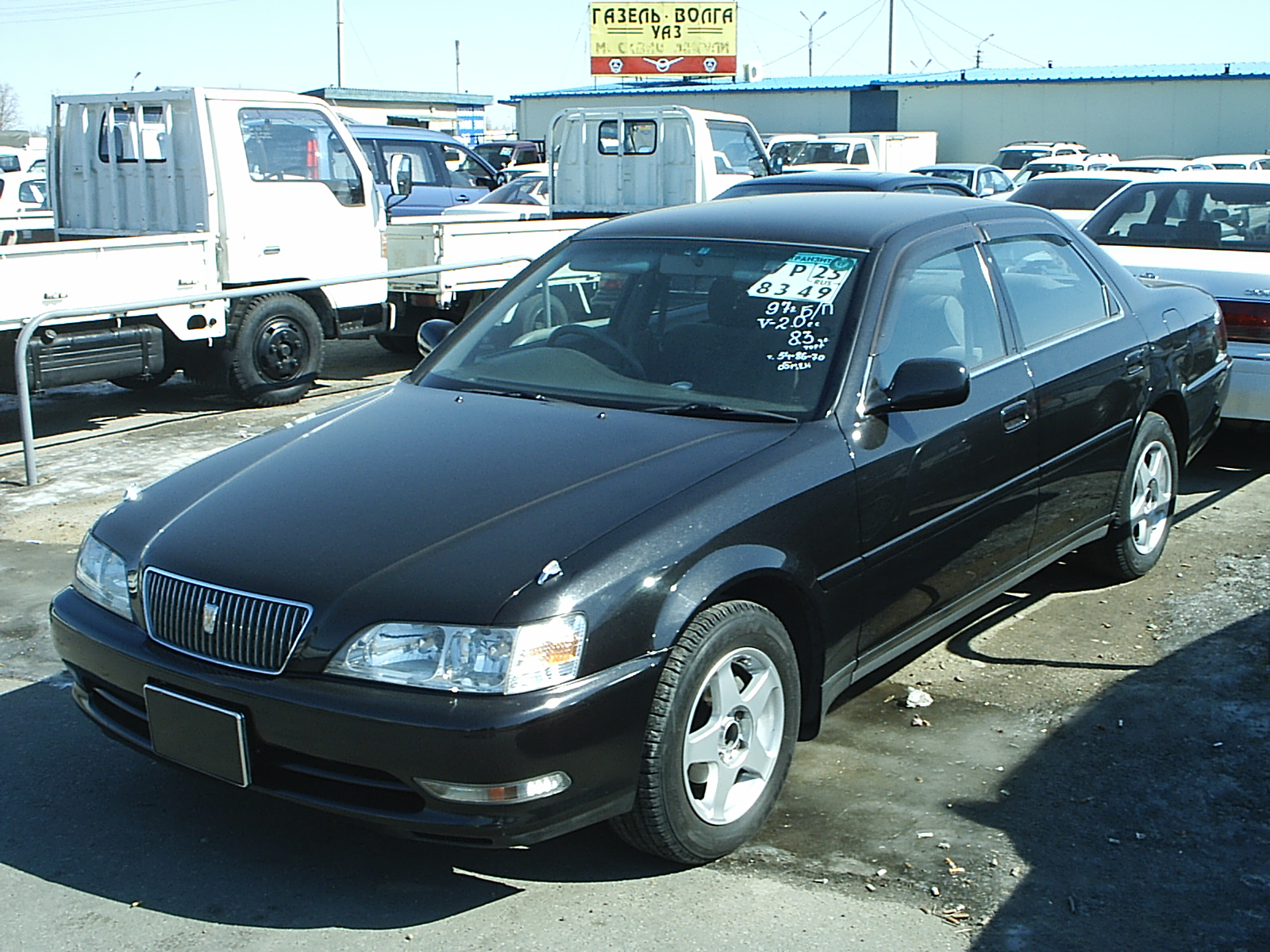
Toyota Cresta (1997)

Toyota Cresta — седан бизнес-класса, выпускаемый фирмой Toyota с 1980 года.
Имеет общую платформу с Toyota Mark II и Toyota Chaser - отличия лишь в вариантах исполнения салона и элементах экстерьера

## Поколения Toyota Cresta
- X50/X66 (c 1980)
- X70/GX71/UZX71 (c 1984)
- X80 (c 1988)
- X90 (c 1992)
- X100 (c 1996)

## Кузов GX5x
Первая Cresta была выпущена в апреле 1980 года и была доступна исключительно в магазине Toyota Vista (ранее Toyota Auto Store). Cresta позиционировалась как роскошный седан высокого уровня. Объем двигателя был ограничен до 2.0 литров, так же были версии с двигателем 1.8л.
SOHC двигатель 2,0 л М-ЕС был использован только с автоматической коробкой передач, которая была совместно с Toyota Corona, а также 2.0L 1G-EU рядный шестицилиндровый двигатель.
- Super Lucent
- Super Touring
- Super Deluxe
- Super Custom

- Custom

## Кузов X100
Последнее поколение Toyota Cresta в кузовах 100-й серии (100, 101, 105) выпускалось с сентября 1996 по сентябрь 2001 гг. При смене поколения радикально был переработан дизайн автомобиля. Габариты кузова и салона практически не изменились, конструкция ходовой части и трансмиссии также не претерпели существенных изменений. Существенно изменилась пассивная безопасность, автомобиль приобрел 4 подушки безопасности (2 фронтальные и 2 боковые). Как и у предыдущего поколения сохранились задне- и полноприводные модификации. Гамма применяемых двигателей претерпела изменения и выглядела следующим образом:
- 1G-FE — 2.0 л. 6 цилиндров, рядный, до сентября 1998 года (без VVT-i) — 140 л. с.
- 1G-FE (BEAMS)— 2.0 л. 6 цилиндров, рядный — 160 л. с.
- 1JZ-GE (VVT-I) — 2.5 л. 6 цилиндров, рядный — 200 л. с.
- 2JZ-GE — 3.0 л. 6 цилиндров, рядный — 220 л. с.
- 1JZ-GTE (VVT-I) — 2.5 л. 6 цилиндров, рядный, турбонаддув — 280 л. с.
- 2L-TE — 2.4 л. дизель, 4 цилиндра, рядный, турбонаддув, 97 л. с.

С декабря 1995 года в бензиновых двигателях была применена технология изменения фаз газораспределения VVT-i, а с 1998 г. на 2-литровом 1G-FE была применена модернизированная специалистами Yamaha ГБЦ. Эта технология получила название Dual BEAMS. Как и в предшествующем поколении, сохранилась модификация Tourer V (с турбонаддувом), но с 1996 года в поколении 10* кузова она уже обозначалась как Roulant G, спортивная подвеска с плавающими сайлентблоками верхнего рычага, нижняя распорка жёсткости, увеличенные суппорты, и экран, защищающий тормозной диск. Дифференциал повышенного трения является опцией для машин с автоматической трансмиссией и базовой для версий с МКПП. Все машины в комплектации Roulant G предлагались потребителям с 280-сильным двигателем с системой VVT-i, дифференциалом повышенного трения, колесами разного размера для передней и задней оси и 5-ступенчатой механической коробкой передач, ксеноном на ближний свет фар и 16-дюймовыми литыми колёсными дисками. Также в базовую комплектацию входит антипробуксовочная система TRC и система стабилизации VSC. В 1998 г. был произведен рестайлинг, коснувшийся, преимущественно, фар и задних фонарей.